# Karanowo (Oblast Burgas)

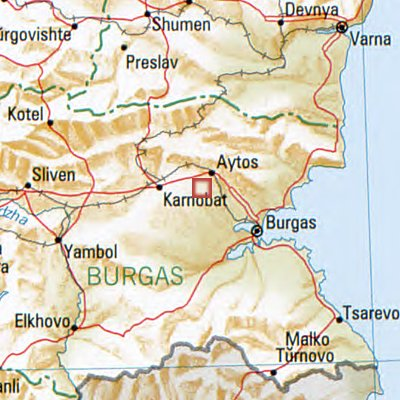
Karanowo (rotes Viereck), Bulgarien; Nachbarorte: Sliwen, Karnobat, Ajtos, Burgas

Karanowo (bulg. Караново) ist ein Dorf im Südosten von Bulgarien, in der Oblast Burgas, in der Gemeinde Ajtos. Zu seinen Sehenswürdigkeiten zählt die Kirche des Erzengel Michael.
Ein gleichnamiges Dorf Karanowo gibt es in der Oblast Sliwen.